# تشارلز إي. دودلي
تشارلز إي. دودلي (بالإنجليزية: Charles E. Dudley)‏ هو سياسي أمريكي، ولد في 23 مايو 1780 في ستافوردشاير في المملكة المتحدة، وتوفي في 23 يناير 1841 في ألباني في الولايات المتحدة. حزبياً، نشط في الحزب الديمقراطي. وقد انتخب عضو مجلس ولاية نيويورك وانتخب عضو مجلس الشيوخ الأمريكي.